# Liste de peintures de Charles Antoine Coypel
Cette page dresse la liste des peintures de Charles Antoine Coypel, peintre français du XVIIIe siècle.

## Liste
| Image | Titre | Date           | Techniques et dimensions          | Commentaire                                                          | Lieu de conservation                                          | N° de catalogue raisonné (Lefrançois, 1994) |
| ----- | --- | -------------- | --------------------------------- | -------------------------------------------------------------------- | ------------------------------------------------------------- | ------------------------------------------- |
|       | |                |                                   |                                                                      |                                                               |                                             |
|       | Médée et Jason                                                                                                | vers 1715      | Huile sur toile 173 x 133 cm      | Morceau de réception à l'Académie royale de Peinture et de Sculpture | Berlin, Château de Charlottenburg                             | P7                                          |
|       | Don Quichotte croit recevoir dans l'Hôtellerie l'Ordre de chevalier                                           | vers 1715-1716 | Huile sur toile 123 x 129 cm      |                                                                      | Compiègne, musée national du château                          | P8                                          |
|       | Don Quichotte endormi combat contre les outres                                                                | 1716           | Huile sur toile 122 x 128 cm      |                                                                      | Compiègne, musée national du château                          | P13                                         |
|       | Don Quichotte fait demander par Sancho à la duchesse la permission de la voir                                 | 1716           | Huile sur toile 122 x 127 cm      |                                                                      | Compiègne, musée national du château                          | P14                                         |
|       | Don Quichotte conduit par la Folie sort de chez lui pour être chevalier errant                                | 1716           | Huile sur toile 123 x 132 cm      |                                                                      | Compiègne, musée national du château                          | P15                                         |
|       | Don Quichotte protège Basile qui épouse Quitterie par une ruse d'amour                                        | 1716           | Huile sur toile 120 x 129 cm      |                                                                      | Compiègne, musée national du château                          | P16                                         |
|       | La fausse princesse de Micomicon vient prier Don Quichotte de la remettre sur le trône                        | 1716           | Huile sur toile 125 x 135 cm      |                                                                      | Compiègne, musée national du château                          | P17                                         |
|       | Don Quichotte prend le bassin d'un barbier pour l'armet de Mambrin                                            | 1716           | Huile sur toile 120 x 128 cm      |                                                                      | Compiègne, musée national du château                          | P18                                         |
|       | La Doloride affligée de sa barbe, vient prier Don Quichotte de la venger (esquisse)                           | 1716           | Huile sur toile 52,5 x 63,5 cm    |                                                                      | Collection particulière                                       | P19                                         |
|       | La Doloride affligée de sa barbe, vient prier Don Quichotte de la venger                                      | 1716           | Huile sur toile 124 x 129 cm      |                                                                      | Compiègne, musée national du château                          | P20                                         |
|       | Don Quichotte prenant des marionnettes pour des Maures, croit en les combattant secourir deux amants fugitifs | 1716           | Huile sur toile 117 x 123 cm      |                                                                      | Compiègne, musée national du château                          | P21                                         |
|       | Jésus Christ guérissant un possédé                                                                            | 1717           | Huile sur toile 359 x 253 cm      |                                                                      | Dublin, National Gallery of Ireland                           | P22                                         |
|       | Don Quichotte attaché à une fenêtre par la malice de Maritorne                                                | 1717           | Huile sur toile 123 x 130 cm      |                                                                      | Compiègne, musée national du château                          | P23                                         |
|       | La dame Rodrigue s'entretenant de nuit avec Don Quichotte est surprise par les demoiselles de la duchesse     | 1717           | Huile sur toile 120 x 127 cm      |                                                                      | Compiègne, musée national du château                          | P24                                         |
|       | Le Départ de Sancho pour l'île de Barataria                                                                   | 1717           | Huile sur toile 123 x 130 cm      |                                                                      | Compiègne, musée national du château                          | P25                                         |
|       | Portrait de Nicolas-Charles Silvestre                                                                         | 1717           | Pastel 60 x 50 cm                 |                                                                      | Collection particulière                                       | P26                                         |
|       | Portrait de Madeleine-Charlotte Suzanne Le Bas, épouse Silvestre                                              | 1717           | Pastel 60 x 50 cm                 |                                                                      | Collection particulière                                       | P27                                         |
|       | Entrée de bergères aux noces de Gamache                                                                       | 1718           | Huile sur toile 126 x 136 cm      |                                                                      | Compiègne, musée national du château                          | P28                                         |
|       | Entrée de l'Amour et de la Richesse aux noces de Gamache                                                      | 1718           | Huile sur toile 126 x 140 cm      |                                                                      | Compiègne, musée national du château                          | P29                                         |
|       | Le Repas de Sancho dans l'île de Barataria                                                                    | 1719           | Huile sur toile 158 x 183 cm      |                                                                      | Compiègne, musée national du château                          | P32                                         |
|       | L'Amour ayant en tête l'armet de Mambrin                                                                      | vers 1719      | Huile sur toile 82 x 233 cm       | Carton pour un dossier de canapé                                     | Paris, Mobilier national                                      | P33                                         |
|       | Dulcinée vannant du blé                                                                                       | vers 1719      | Huile sur toile 95 x 255 cm       | Carton pour un décor de siège                                        | Paris, Mobilier national                                      | P34                                         |
|       | Entrée de Sancho dans l'île de Barataria                                                                      | vers 1720-1722 | Huile sur toile 140 x 160 cm      |                                                                      | Compiègne, musée national du château                          | P39                                         |
|       | Portrait de la maréchale de Villars                                                                           | vers 1720-1725 | Huile sur toile 300 x 205 cm      |                                                                      | Maincy, château de Vaux-le-Vicomte                            | P41                                         |
|       | Le Départ d'Achille pour aller retirer le corps de Patrocle des mains des Troyens                             | 1723           | Huile sur toile 347 x 413 cm      |                                                                      | Auxerre, musée des Beaux-Arts                                 | P46                                         |
|       | L'Apothéose d'Hercule                                                                                         | 1723           | Huile sur toile 65 x 121 cm       |                                                                      | Collection particulière                                       | P47                                         |
|       | Don Quichotte est servi par les demoiselles de la duchesse                                                    | 1723           | Huile sur toile 140 x 160 cm      |                                                                      | Compiègne, musée national du château                          | P48                                         |
|       | Apollon et Issé                                                                                               | 1724           | Huile sur toile 102 x 95 cm       |                                                                      | Versailles, musée national du château                         | P51                                         |
|       | Renaud abandonnant Armide                                                                                     | 1725           | Huile sur toile 105 x 81 cm       |                                                                      | Collection particulière                                       | P56                                         |
|       | Poltronnerie de Sancho à la chasse                                                                            | 1725           | Huile sur toile 140 x 180 cm      |                                                                      | Compiègne, musée national du château                          | P57                                         |
|       | Joseph reconnu par ses frères                                                                                 | 1725           | Huile sur toile 360 x 456 cm      |                                                                      | Cluny, musée d'Art et d'Archéologie                           | P64                                         |
|       | L'Annonciation                                                                                                | 1734           | Huile sur toile 120 x 88,5 cm     |                                                                      | Collection particulière                                       | P71                                         |
|       | Le Jeu de la chandelle                                                                                        | vers 1725-1735 | Huile sur toile 76 x 102 cm       |                                                                      | Collection particulière                                       | P73                                         |
|       | Sancho s'éveille et se désespère de ne plus trouver son cher Grison                                           | 1726           | Huile sur toile 142 x 162 cm      |                                                                      | Compiègne, musée national du château                          | P74                                         |
|       | Persée délivrant Andromède                                                                                    | 1726-1727      | Huile sur toile 130 x 96 cm       |                                                                      | Paris, musée du Louvre                                        | P75                                         |
|       | Le Mémorable Jugement de Sancho                                                                               | 1727           | Huile sur toile 138 x 168 cm      |                                                                      | Localisation actuelle inconnue                                | P77                                         |
|       | Gloire d'anges ou Gloria in excelsis                                                                          | 1728           | Huile sur toile 76 cm de diamètre | Aussi attribué à Noël-Nicolas Coypel                                 | Laval, musée du Vieux-Château                                 | P81                                         |
|       | Jeux d'enfants à la toilette (modello)                                                                        | 1728           | Huile sur toile 64 x 80 cm        |                                                                      | Collection particulière                                       | P82                                         |
|       | Jeux d'enfants à la toilette                                                                                  | 1728           | Huile sur toile 144 x 208 cm      |                                                                      | Collection particulière                                       | P83                                         |
|       | Le Père éternel                                                                                               | 1729           | Huile sur toile 76 cm de diamètre |                                                                      | Laval, musée du Vieux-Château                                 | P107                                        |
|       | Noli me tangere                                                                                               | 1729           | Huile sur toile 81 x 64 cm        |                                                                      | Localisation actuelle inconnue                                | P108                                        |
|       | Portrait de Barbe Charlotte Aubourg, marquise de Boury                                                        | 1729           | Pastel 82 x 64 cm                 |                                                                      | Localisation actuelle inconnue                                | P110                                        |
|       | Le Sacrifice d'Iphigénie                                                                                      | 1730           | Huile sur toile 364 x 570 cm      |                                                                      | Détruit en 1944 au musée des Beaux-Arts de Brest              | P112                                        |
|       | Jeune Veuve devant son miroir ou La toilette                                                                  | 1730           | Huile sur toile 75 x 63 cm        |                                                                      | Potsdam, château de Sanssouci                                 | P113                                        |
|       | La Peinture réveillant le Génie endormi                                                                       | vers 1730      | Huile sur toile 190 x 135 cm      |                                                                      | Collection particulière                                       | P115                                        |
|       | Portrait de femme en Galatée                                                                                  | vers 1730      | Huile sur toile 98 x 78 cm        |                                                                      | Localisation actuelle inconnue                                | P116                                        |
|       | Portrait présumé de la marquise de Bomeron                                                                    | vers 1730      | Pastel 81 x 65 cm                 |                                                                      | Besançon, musée des Beaux-Arts et d'Archéologie               | P117                                        |
|       | Portrait d'Adrienne Lecouvreur                                                                                | vers 1730      | Pastel 34,4 x 27,2 cm             |                                                                      | Mulhouse, musée des Beaux-Arts                                | P118                                        |
|       | Portrait d'Adrienne Lecouvreur dans le rôle de Cornélie                                                       | vers 1721-1731 | Pastel 104 x 90 cm                |                                                                      | Collection particulière                                       | P119                                        |
|       | Portrait d'artiste                                                                                            | vers 1730-1735 | Pastel 60 x 51 cm                 |                                                                      | Saint-Quentin, musée Antoine-Lécuyer                          | P125                                        |
|       | Portrait de l'actrice dite La Manzanelli                                                                      | vers 1730-1740 | Huile sur toile 60 x 50 cm        |                                                                      | Collection particulière                                       | P128                                        |
|       | Portrait de l'actrice dite La Manzanelli à la trompette                                                       | vers 1730-1740 | Huile sur toile 42 x 35 cm        |                                                                      | Localisation actuelle inconnue                                | P129                                        |
|       | Portrait de femme à l'éventail                                                                                | vers 1730-1740 | Huile sur toile 79 x 62 cm        |                                                                      | Localisation actuelle inconnue                                | P130                                        |
|       | Portrait présumé de Jean-Paul-Timoléon de Cossé, duc de Brissac                                               | vers 1730-1740 | Pastel 64 x 54,5 cm               |                                                                      | Collection particulière                                       | P132                                        |
|       | Portrait de Louis, duc d'Orléans                                                                              | vers 1730-1740 | Huile sur toile 87 x 70 cm        |                                                                      | Versailles, musée national du château                         | Non catalogué                               |
|       | Le Martyre de saint Sébastien                                                                                 | 1731           | Huile sur toile 96 x 66,5 cm      |                                                                      | Meaux, musée Bossuet                                          | P133                                        |
|       | Hercule et Omphale                                                                                            | 1731           | Huile sur toile 180 x 35 cm       |                                                                      | Munich, Alte Pinakothek                                       | P134                                        |
|       | Don Quichotte au bal chez Don Antonio Moreno                                                                  | 1731           | Huile sur toile 164 x 266 cm      |                                                                      | Compiègne, musée national du château                          | P135                                        |
|       | L'Amour de village ou L'Amour naïf                                                                            | 1731           | Huile sur toile 83 x 90 cm        |                                                                      | Collection particulière                                       | P136                                        |
|       | L'Amour de ville ou L'Amour coquet                                                                            | 1732           | Huile sur toile 83 x 90 cm        |                                                                      | Collection particulière                                       | P137                                        |
|       | Le Sommeil de l'Enfant Jésus                                                                                  | 1732           | Huile sur toile 93 x 73,5 cm      |                                                                      | Chartres, musée des Beaux-Arts                                | P139                                        |
|       | Thalie chassée par la Peinture                                                                                | 1732           | Huile sur toile 65 x 81 cm        |                                                                      | Collection particulière                                       | P140                                        |
|       | Don Quichotte consulte la tête enchantée chez Don Antonio Moreno                                              | 1732           | Huile sur toile 158 x 182 cm      |                                                                      | Compiègne, musée national du château                          | P141                                        |
|       | Portrait de Philippe Coypel                                                                                   | 1732           | Huile sur toile 75 x 61 cm        |                                                                      | Paris, musée du Louvre                                        | P142                                        |
|       | Portrait de Guillaume Aubourg, marquis de Boury                                                               | 1732           | Huile sur toile 82 x 64 cm        |                                                                      | Localisation actuelle inconnue                                | P143                                        |
|       | Don Quichotte sur un piédestal                                                                                | vers 1732      | Huile sur toile 332 x 98 cm       |                                                                      | Paris, Banque de France                                       | P144                                        |
|       | Sancho Pança sur un piédestal                                                                                 | vers 1732      | Huile sur toile 332 x 98 cm       |                                                                      | Paris, Banque de France                                       | P145                                        |
|       | Portrait de Charlotte Philippine de Châtre de Cangé, marquise de Lamure                                       | vers 1732-1735 | Pastel 74,5 x 61,5 cm             |                                                                      | Worcester, Art Museum                                         | P147                                        |
|       | Ange gardien enlevant Madame troisième au ciel                                                                | 1733           | Huile sur toile 70 cm de diamètre |                                                                      | Détruit en 1871 dans l'incendie de l'Hôtel de Salm            | P149                                        |
|       | L'Évanouissement d'Armide                                                                                     | 1733           | Huile sur toile 101,5 x 128,5 cm  |                                                                      | Hartford, Wadsworth Atheneum                                  | Non catalogué (P150)                        |
|       | Roland et le Mariage d'Angélique                                                                              | 1733           | Huile sur toile 131,5 x 194 cm    |                                                                      | Collection particulière                                       | P151                                        |
|       | Roland et le Mariage d'Angélique                                                                              | 1733           | Huile sur toile 305 x 615 cm      |                                                                      | Nantes, musée d'Arts                                          | P152                                        |
|       | La Lettre surprise                                                                                            | 1733           | Huile sur toile 79 x 63 cm        |                                                                      | Potsdam, château de Sanssouci                                 | P153                                        |
|       | La Lettre surprise                                                                                            | 1733           | Huile sur toile 80 x 64           |                                                                      | Marseille, musée des Beaux-Arts                               | P154                                        |
|       | Portrait de Madame et Mademoiselle Dupillé                                                                    | 1733           | Huile sur toile 143 x 94 cm       |                                                                      | Collection particulière                                       | P155                                        |
|       | Portrait de Monsieur Dupillé                                                                                  | 1733           | Huile sur toile 143 x 93 cm       |                                                                      | Collection particulière                                       | P156                                        |
|       | Autoportrait                                                                                                  | 1734           | Pastel 98 x 80 cm                 |                                                                      | Los Angeles, The J. Paul Getty Museum                         | P162 ; I4                                   |
|       | Portrait de Molière                                                                                           | vers 1734      | Huile sur toile 80 x 64 cm        |                                                                      | Paris, collection de la Comédie-Française                     | P165                                        |
|       | L'Évanouissement d'Armide                                                                                     | 1735           | Huile sur toile 307 x 410 cm      |                                                                      | Paris, musée du Louvre                                        | P166                                        |
|       | Portrait présumé de Nicolas-Charles de Saulx-Tavannes, archevêque de Rouen                                    | 1735           | Huile sur toile 100 x 80 cm       |                                                                      | Localisation actuelle inconnue                                | P167                                        |
|       | L'éducation de la Vierge                                                                                      | vers 1735-1737 | Huile sur toile 90 x 71,5 cm      |                                                                      | Louisville, Speed Art Museum                                  | P168                                        |
|       | L'Éducation de la Vierge                                                                                      | vers 1735-1737 | Huile sur toile 91 x 73 cm        |                                                                      | Collection particulière                                       | P169                                        |
|       | L'Éducation sèche et rebutante donnée par une prude                                                           | 1736           | Huile sur toile 92,5 x 74 cm      |                                                                      | Collection particulière                                       | P170                                        |
|       | Portrait de Maurice de Saxe                                                                                   | vers 1735-1739 | Huile sur toile 139 x 106 cm      |                                                                      | Berlin, château de Charlottenburg                             | P171                                        |
|       | La Vierge priant                                                                                              | vers 1735-1740 | Huile sur toile 23,5 x 20 cm      |                                                                      | Saint-Pétersbourg, musée de l'Ermitage                        | P172                                        |
|       | Portrait de Marie-Catherine Botet, belle-sœur de l'artiste                                                    | vers 1735-1740 | Huile sur toile 72,5 x 58 cm      |                                                                      | Localisation actuelle inconnue                                | P173                                        |
|       | La Vierge à l'Enfant                                                                                          | vers 1735-1745 | Huile sur toile 153 x 136 cm      |                                                                      | Collection particulière                                       | P174                                        |
|       | La conversion de saint Augustin                                                                               | 1736           | Huile sur toile 121 x 63,5 cm     |                                                                      | Versailles, musée national du château                         | P178                                        |
|       | Psyché abandonnée par l'Amour                                                                                 | 1736           | Huile sur toile 80,5 x 65 cm      |                                                                      | Collection particulière                                       | P179                                        |
|       | Joseph accusé par la femme de Putiphar                                                                        | 1737           | Huile sur toile 100 x 133 cm      |                                                                      | Collection particulière                                       | P182                                        |
|       | Achille poursuivant les Troyens dans les eaux du Scamandre                                                    | 1737           | Huile sur toile 147 x 195 cm      |                                                                      | Saint-Pétersbourg, musée de l'Ermitage                        | P185                                        |
|       | La Destruction du Palais d'Armide                                                                             | 1737           | Huile sur toile 128 x 193 cm      |                                                                      | Collection particulière                                       | P186                                        |
|       | La Destruction du palais d'Armide                                                                             | 1737           | Huile sur toile 337 x 630 cm      |                                                                      | Nancy, musée des Beaux-Arts                                   | P187                                        |
|       | L'Annonciation                                                                                                | 1738           | Huile sur toile 140 x 93 cm       |                                                                      | Nancy, musée des Beaux-Arts                                   | P189                                        |
|       | Le Sommeil de l'Enfant Jésus                                                                                  | 1738           | Huile sur toile 55 x 46,5 cm      |                                                                      | Cholet, musée d'Art et d'Histoire                             | P190                                        |
|       | Le sommeil de Renaud                                                                                          | vers 1738      | Huile sur toile 130 x 162 cm      |                                                                      | Neuchâtel, musée d'Art et d'Histoire                          | P191                                        |
|       | Portrait d'homme en Daphnis                                                                                   | vers 1738-1740 | Pastel 80 x 65 cm                 |                                                                      | Collection particulière                                       | P193                                        |
|       | Autoportrait                                                                                                  | 1739           | Pastel 65 x 53 cm                 |                                                                      | Orléans, musée des Beaux-Arts                                 | P194 ; I5                                   |
|       | Joseph reconnu par ses frères                                                                                 | 1740           | Huile sur toile 128 x 161 cm      |                                                                      | University Park, Pennsylvania State University, Palmer Museum | P195                                        |
|       | La Vierge à l'Enfant                                                                                          | 1740           | Huile sur toile 60 x 50,5 cm      |                                                                      | Périgueux, musée du Périgord                                  | P196                                        |
|       | L'Amour précepteur                                                                                            | 1740           | Huile sur toile 92 x 73 cm        |                                                                      | Collection particulière                                       | P197                                        |
|       | Terpsichore                                                                                                   | vers 1740      | Huile sur toile 88 x 105 cm       |                                                                      | Localisation actuelle inconnue                                | P200                                        |
|       | Clio | vers 1740      | Huile sur toile 91,5 x 109 cm     |                                                                      | Collection particulière                                       | P201                                        |
|       | La Résurrection du Christ                                                                                     | vers 1740      | Huile sur cuivre 27,5 x 21 cm     |                                                                      | Collection particulière                                       | P202                                        |
|       | L'Ascension                                                                                                   | vers 1740      | Huile sur cuivre 27,5 x 21 cm     |                                                                      | Collection particulière                                       | P203                                        |
|       | Portrait de femme à la lyre                                                                                   | vers 1740-1745 | Huile sur toile 101 x 76 cm       |                                                                      | Norfolk, Chrysler Museum                                      | P204                                        |
|       | Athalie interrogeant Joas                                                                                     | 1741           | Huile sur toile 129 x 163 cm      |                                                                      | Brest, musée des Beaux-Arts                                   | P206                                        |
|       | Le Sommeil de Renaud                                                                                          | vers 1741      | Huile sur toile 328 x 630 cm      |                                                                      | Nantes, musée d'Arts                                          | P207                                        |
|       | Héloïse | 1742           | Pastel 70 x 52 cm                 |                                                                      | Toulouse, musée des Augustins                                 | P209                                        |
|       | Portrait de Charles d'Orléans, abbé de Rothelin                                                               | 1742           | Huile sur toile 100 x 80 cm       |                                                                      | Localisation actuelle inconnue                                | P214                                        |
|       | Portrait de Philippe Coypel et de son épouse                                                                  | 1742           | Pastel 92 x 73 cm                 |                                                                      | Chicago, Art Institute                                        | P215                                        |
|       | Le Balcon | vers 1742      | Huile sur toile 64 x 50 cm        |                                                                      | Localisation actuelle inconnue                                | P217                                        |
|       | Autoportrait                                                                                                  | vers 1742      | Pastel 59 x 48 cm                 |                                                                      | Collection particulière                                       | P218 ; I6                                   |
|       | La Folie pare la Décrépitude des ajustements de la Jeunesse                                                   | 1743           | Pastel 87 x 73 cm                 |                                                                      | Localisation actuelle inconnue                                | P223                                        |
|       | Portrait de François de Jullienne et de son épouse                                                            | 1743           | Pastel 100 x 80 cm                |                                                                      | New York, The Metropolitan Museum of Art                      | P224                                        |
|       | Portrait de François de Jullienne et de son épouse                                                            | vers 1743      | Huile sur toile 100 x 80 cm       |                                                                      | Collection particulière                                       | P225                                        |
|       | La France rendant grâces au ciel pour la guérison de Louis XV                                                 | 1744           | Pastel 59,3 x 50 cm               |                                                                      | Paris, musée du Louvre                                        | P227                                        |
|       | La France rendant grâces au ciel pour la guérison de Louis XV                                                 | 1744           | Huile sur toile 194 x 130 cm      |                                                                      | Clairvaux-les-Lacs, église Saint-Nithier                      | P228                                        |
|       | L'Adoration des bergers                                                                                       | 1745           | Huile sur toile 158 x 103 cm      |                                                                      | Dijon, musée des Beaux-Arts                                   | P229                                        |
|       | Saint Louis à genoux devant la couronne d'épines                                                              | 1745           | Huile sur toile 150 x 82 cm       |                                                                      | Nantes, musée d'Arts                                          | P230                                        |
|       | Portrait du chanteur Pierre Jélyotte en Platée                                                                | 1745           | Huile sur toile 54 x 46,5 cm      |                                                                      | Paris, musée du Louvre                                        | P233                                        |
|       | Portrait d'homme                                                                                              | vers 1745      | Huile sur toile 101,5 x 80,5 cm   |                                                                      | Collection particulière                                       | P236                                        |
|       | Les Pèlerins d'Emmaüs                                                                                         | 1746           | Huile sur toile 292 x 230 cm      |                                                                      | Paris, église Saint-Louis-en-l'Ile                            | P239                                        |
|       | Autoportrait                                                                                                  | 1746           | Huile sur toile 118 x 90 cm       |                                                                      | Versailles, musée national du château                         | P245 ; I7                                   |
|       | Portrait d'un abbé                                                                                            | 1746           | Huile sur toile 44 x 35 cm        |                                                                      | Collection particulière                                       | P246                                        |
|       | Athalie interrogeant Joas                                                                                     | 1747           | Huile sur toile 133 x 168 cm      |                                                                      | Niort, musée Bernard-d'Agesci                                 | P249                                        |
|       | Sainte Eustochie lisant au pied d'un arbre                                                                    | 1747           | Huile sur toile 122 x 81 cm       |                                                                      | Collection particulière                                       | P251                                        |
|       | Sainte Landrade instruisant les jeunes personnes qui s'étaient mises sous sa conduite                         | 1747           | Huile sur toile 118 x 78 cm       |                                                                      | Versailles, musée national du château                         | P252                                        |
|       | Sainte Piamun retirée avec sa mère dans un village d'Égypte                                                   | 1747           | Huile sur toile 106,5 x 77,5 cm   |                                                                      | Versailles, musée national du château                         | P253                                        |
|       | Psyché abandonnée par l'Amour                                                                                 | 1748           | Huile sur toile 130 x 112 cm      |                                                                      | Lille, musée des Beaux-Arts                                   | P255                                        |
|       | Psyché abandonnée par l'Amour                                                                                 | 1748           | Huile sur toile 206,5 x 155,5 cm  |                                                                      | Boulogne-sur-Mer, musée des Beaux-Arts et d'Archéologie       | P256                                        |
|       | Atalide et Roxane                                                                                             | vers 1748      | Huile sur toile 44 x 67 cm        |                                                                      | Localisation actuelle inconnue                                | P257                                        |
|       | Atalide et Roxane                                                                                             | vers 1748      | Huile sur toile 130 x 165 cm      |                                                                      | Collection particulière                                       | P258                                        |
|       | L'Évanouissement d'Atalide                                                                                    | vers 1748      | Huile sur toile 44 x 67 cm        |                                                                      | Localisation actuelle inconnue                                | P259                                        |
|       | L'évanouissement d'Atalide                                                                                    | vers 1748      | Huile sur toile 132 x 115 cm      |                                                                      | Lille, musée des Beaux-Arts                                   | P260                                        |
|       | Le Christ et les Pèlerins d'Emmaüs                                                                            | 1749           | Huile sur toile 130 x 78 cm       |                                                                      | Paris, église Saint-Merry                                     | P262                                        |
|       | Le Christ et les pèlerins d'Emmaüs                                                                            | 1749           | Huile sur toile 590 x 315 cm      |                                                                      | Paris, église Saint-Merry                                     | P263                                        |
|       | La Mort de saint François-Xavier                                                                              | 1749           | Huile sur toile 102 x 64,2 cm     |                                                                      | Versailles, musée national du château                         | P264                                        |
|       | Cléopâtre avalant le poison                                                                                   | 1749           | Huile sur toile 130 x 195 cm      |                                                                      | Paris, musée du Louvre                                        | P265                                        |
|       | Cléopâtre avalant le poison                                                                                   | 1749           | Huile sur toile 220 x 286 cm      |                                                                      | Grenoble, musée de Grenoble                                   | P266                                        |
|       | Portrait d'homme                                                                                              | 1743           | Pastel 59 x 49 cm                 |                                                                      | Collection particulière                                       | P267                                        |
|       | L'Évanouissement d'Atalide                                                                                    | 1750           | Huile sur toile 220 x 175 cm      |                                                                      | Dole, musée des Beaux-Arts                                    | P272                                        |
|       | Hercule ramène Alceste des enfers                                                                             | 1750           | Huile sur toile 130 x 163 cm      |                                                                      | Nevers, musée de la Faïence et des Beaux-Arts                 | P273                                        |
|       | Hercule ramène Alceste des enfers                                                                             | 1750           | Huile sur toile 215 x 264 cm      |                                                                      | Grenoble, musée de Grenoble                                   | P274                                        |
|       | Portrait de Carle Van Loo                                                                                     | vers 1750      | Pastel 45 x 36 cm                 |                                                                      | Turin, Galerie Sabauda                                        | P276                                        |
|       | Portrait de Christine Somis                                                                                   | vers 1750      | Pastel 48 x 38 cm                 |                                                                      | Turin, Galerie Sabauda                                        | P277                                        |
|       | Don Quichotte servi par les filles de l'Hôtellerie                                                            | 1751           | Huile sur toile 58 x 72 cm        |                                                                      | Paris, musée Jacquemart-André                                 | P280                                        |
|       | Tête de jeune femme                                                                                           | vers 1752      | Pastel 26,5 x 19 cm               |                                                                      | Collection particulière                                       | P286                                        |
|       | Tête de jeune femme                                                                                           | vers 1752      | Pastel 26,5 x 19 cm               |                                                                      | Collection particulière                                       | P287                                        |
|       | Tête de jeune femme                                                                                           | vers 1752      | Pastel 27,5 x 19,5 cm             |                                                                      | Collection particulière                                       | P288                                        |
|       | Tête de jeune femme                                                                                           | vers 1752      | Pastel 27,5 x 19,5 cm             |                                                                      | Collection particulière                                       | P289                                        |
|       | Dossier de canapé avec L'Amour endormi                                                                        | avant 1736     | Huile sur toile 115 x 311 cm      |                                                                      | Paris, Mobilier national                                      | P296                                        |
|       | Siège avec deux médaillons                                                                                    | avant 1736     | Huile sur toile 110 x 329 cm      |                                                                      | Paris, Mobilier national                                      | P297                                        |
|       | Joue de canapé                                                                                                | avant 1736     | Huile sur toile 120 x 114 cm      |                                                                      | Paris, Mobilier national                                      | P298                                        |
|       | Joue de canapé                                                                                                | avant 1736     | Huile sur toile 120 x 114 cm      |                                                                      | Paris, Mobilier national                                      | P299                                        |
|       | Les Enfants au perroquet                                                                                      |                | Huile sur toile 34,5 x 28 cm      |                                                                      | Localisation actuelle inconnue                                | P300                                        |
|       | Les Enfants aux colombes                                                                                      |                | Huile sur toile 34,5 x 28 cm      |                                                                      | Localisation actuelle inconnue                                | P301                                        |
|       | Portrait de femme                                                                                             |                | Pastel 58 x 47 cm                 |                                                                      | Localisation actuelle inconnue                                | P302                                        |
|       | La Belle Vendangeuse                                                                                          |                | Huile sur toile 64 x 54 cm        |                                                                      | Localisation actuelle inconnue                                | P304                                        |
|       | La Diseuse de bonne aventure                                                                                  |                | Huile sur toile 89,3 x 73,2 cm    |                                                                      | Collection particulière                                       | P377                                        |